# Vera Pegna
Vera Pegna (Alessandria d'Egitto, 1934) è una traduttrice, attivista e scrittrice italiana.

## Biografia
Nata nel 1934 da padre italiano e madre ungherese, Vera proviene da un'antica famiglia ebraica fuggita dalla Spagna a Livorno: nell’Ottocento i suoi antenati si trasferirono ad Alessandria d’Egitto, dove lei è nata. Vera ha studiato in Europa e si è laureata in lingue a Ginevra, con una specializzazione in interpretazione simultanea. Nel 1959 lascia la Svizzera per recarsi a Partinico, in provincia di Palermo, dove conosce il pacifista Danilo Dolci. La ragazza decide in seguito di presentarsi alla Federazione del PCI di Palermo, dal segretario Napoleone Colajanni, che le propone di recarsi a Caccamo per aiutare il partito durante le elezioni comunali. A Caccamo Vera Pegna si scontra con la dura realtà della mafia locale: i mafiosi di Caccamo tentano più volte di ostacolare il PCI. Ciononostante, nel giugno del 1962 si conclude la campagna elettorale e, grazie all'impegno di Vera e dei suoi compagni, il Partito Comunista ottiene quattro seggi in consiglio comunale. Vera Pegna, in qualità di consigliere comunale di Caccamo, si è impegnata molto per i diritti dei cittadini più poveri e per questo ha subito diverse minacce da parte della mafia. Nel gennaio del 1964 Vera Pegna lascia Caccamo. Nel 2012, tramite Facebook, alcuni giovani caccamesi si sono messi in contatto con Vera e l'hanno invitata a tornare in Sicilia. Da allora Vera Pegna si è recata più volte a Caccamo, partecipando a diverse iniziative culturali e continuando a lottare contro la mafia.

### Attivismo nonviolento
Vera Pegna si trova ancora in Svizzera quando, grazie a un giornale, viene a sapere di Danilo Dolci. Nel 1952 Dolci, il "Gandhi siciliano", aveva scelto di vivere in Sicilia, dove organizzava digiuni e proteste per combattere l'estremo degrado in cui viveva gran parte della popolazione. Nel 1959 Vera Pegna lascia la Svizzera per recarsi a Partinico, in provincia di Palermo, dove conosce Dolci. Inizialmente Vera condivide gli ideali pacifisti e partecipa alla lotta nonviolenta, anche se in seguito rimarrà insoddisfatta dei risultati dell’esperienza pacifista in Sicilia: per i mezzadri, che vivevano in condizioni di miseria, gli scioperi della fame proposti da Dolci risultavano poco efficaci. A questo punto Vera, spinta dal desiderio di rendersi utile, decide di presentarsi alla Federazione del PCI di Palermo.

### Lotta contro la mafia
In Sicilia, a partire dal Dopoguerra, il Partito Comunista e il Partito Socialista erano stati gli unici a contrastare apertamente la mafia. Nel 1962 Napoleone Colajanni, segretario del PCI di Palermo, propone a Vera Pegna di recarsi a Caccamo per aiutare il Partito durante le elezioni comunali. Caccamo era conosciuta come il “paese più bianco d’Italia” perché la DC aveva percentuali altissime. Negli anni '60 la mafia controllava Caccamo e i territori circostanti: Filippo Intili e Salvatore Carnevale, braccianti sindacalisti che avevano provato a opporsi, erano stati uccisi dalla mafia. Quando Vera Pegna si presenta alla Camera del Lavoro di Caccamo, scopre che i suoi compagni del PCI non hanno intenzione di presentare una lista elettorale per le elezioni comunali del giugno 1962. A Caccamo regna la mafia: il boss locale è Giuseppe “don Peppino” Panzeca, che tiene sotto controllo il consiglio comunale. In passato era già successo che il PCI presentasse una lista elettorale, ma la mafia si era opposta; per questo motivo a Caccamo la DC è l’unico partito che riesce a presentarsi alle elezioni. Ciononostante, Vera e i suoi compagni decidono di presentare una lista del PCI: la mafia cerca di interferire nella campagna elettorale, ma alla fine il Partito Comunista ottiene quattro seggi in consiglio comunale. Vera e i suoi compagni decidono di continuare la lotta intrapresa da Filippo Intili, battendosi per l'applicazione della legge sulla ripartizione dei prodotti tra proprietari e braccianti. Ma a Caccamo la mafia ha troppo potere e i mezzadri non hanno il coraggio di opporsi. Vera Pegna riceve le prime minacce. A seguito della strage di Ciaculli, la Commissione Parlamentare Antimafia inizia a indagare nelle province del Sud Italia; don Peppino Panzeca, ormai latitante, viene denunciato per associazione a delinquere. Vera Pegna redige insieme ai suoi compagni un esposto per denunciare le violenze e i soprusi della mafia, ma non riceve risposte da parte delle istituzioni. Nel frattempo a Caccamo la situazione è peggiorata: in un clima di pesanti intimidazioni, un compagno di Vera viene costretto ad abbandonare il Partito Comunista e a passare pubblicamente alla DC. A questo punto, nel gennaio del 1964, Vera Pegna decide di lasciare Caccamo.
Di questa parte della sua attività Pegna ha dato testimonianza nel libro di memorie Tempo di lupi e di comunisti, edito da La Luna nel 1992 e poi da Il Saggiatore in edizione ampliata nel 2015.

### Impegno per la Palestina
Vera Pegna è di origine ebraica, ma è nata e cresciuta ad Alessandria d'Egitto: essendo molto vicina alla cultura araba, ha sempre criticato radicalmente il sionismo. Secondo Vera Pegna, è molto importante non confondere l'antisionismo con l'antisemitismo. Nell'attaccare il progetto sionista, Vera Pegna fa spesso riferimento ad altre personalità appartenenti alla comunità ebraica (tra cui Albert Einstein, Martin Buber e Moshe Menuhin) che criticarono Israele.

## Opere
- (in co-redazione) Dizionario francese-italiano e italiano-francese, Garzanti, Milano, 1966 con numerose ristampe.
- Dizionario francese-italiano e italiano-francese di termini economici e finanziari, Etas-Kompass, Milano, 1969.
- (con Guido Fubini e Leo Visco-Gilardi) Israele-Palestina, una scelta diversa, La Claudiana, Torino, 1970.
- Tempo di lupi e di comunisti, La Luna, Palermo, 1992.
- La laicità indispensabile, curatrice degli atti dell’omonimo convegno internazionale, L’Avvenire dei Lavoratori, Zurigo, 2005.
- La laicità delle istituzioni europee pubblicato in Le voci della laicità, Edup, Roma, 2006.
- Il sionismo degli anni 50-60 nei confronti degli ebrei sefarditi, in Palestina: una terra cancellata dalle mappe, Rinascita edizioni, 2010.
- Tempo di lupi e di comunisti, seconda edizione con nuovi capitoli e documenti, Il Saggiatore, Milano, 2015.
- Ricordi di vita felice in Egitto, prima di Israele in Il sionismo e le sue vittime ebree, Q edizioni, Roma, 2015.
- Autobiografia del novecento. Storia di una donna che ha attraversato la storia, Il Saggiatore, 2018.

### Articoli
- Pubblica numerosi articoli, in particolare su Il Manifesto, L’Avvenire dei Lavoratori e NonCredo, attinenti ai temi della laicità e del conflitto mediorientale.

### Traduzioni
- A. Etzioni, Studi sul mutamento sociale, Etas Kompass, 1968 (dall’inglese).
- P. Selznick, Pianificazione regionale e partecipazione democratica, Franco Angeli, 1970 (dall’inglese).
- Friedman-Selden, L’Asia degli Americani, Einaudi, 1972 (dall’inglese).
- J. Berque, Gli Arabi, Einaudi, 1973 (dal francese).
- J. Gernet, Il mondo cinese, Einaudi, 1978 (dal francese).
- Le Than Khoi, Storia del Vietnam, Einaudi, 1979 (dal francese).
- Philippe Grollet,Laicità: utopia e necessità, L’Avvenire dei Lavoratori, Zurigo, 2007 (dal francese).